# Sherwood (Oregon)
Sherwood és una població dels Estats Units a l'estat d'Oregon. Segons el cens del 2006 tenia 16.115 habitants.

## Demografia
Segons el cens del 2000, Sherwood tenia 11.791 habitants, 4.253 habitatges, i 3.300 famílies. La densitat de població era de 1.118,6 habitants per km².
Dels 4.253 habitatges en un 46,3% hi vivien nens de menys de 18 anys, en un 65,7% hi vivien parelles casades, en un 8,8% dones solteres, i en un 22,4% no eren unitats familiars. En el 17% dels habitatges hi vivien persones soles el 5,4% de les quals corresponia a persones de 65 anys o més que vivien soles. El nombre mitjà de persones vivint en cada habitatge era de 2,77 i el nombre mitjà de persones que vivien en cada família era de 3,14.
Per edats la població es repartia de la següent manera: un 31,7% tenia menys de 18 anys, un 5,5% entre 18 i 24, un 41,2% entre 25 i 44, un 16,4% de 45 a 60 i un 5,3% 65 anys o més.
L'edat mediana era de 31 anys. Per cada 100 dones de 18 o més anys hi havia 92,9 homes.
La renda mediana per habitatge era de 62.518$ i la renda mediana per família de 67.277$. Els homes tenien una renda mediana de 47.920$ mentre que les dones 33.657$. La renda per capita de la població era de 25.793$. Aproximadament l'1,5% de les famílies i el 2,7% de la població estaven per davall del llindar de pobresa.

## Poblacions més properes
El següent diagrama mostra les poblacions més properes.